# Ginnastica ai Giochi della XXIX Olimpiade - Parallele asimmetriche
La finale delle parallele asimmetriche si è svolta allo Stadio Coperto Nazionale di Pechino il 18 agosto, con inizio alle ore 18:45.

## Finale
| Pos. | Ginnasta                         | Punteggio di partenza | Punteggio della giuria | Penalità | Totale |
| ---- | -------------------------------- | --------------------- | ---------------------- | -------- | ------ |
|      | He Kexin ( Cina)                 | 7,700                 | 9,025                  | -        | 16,725 |
|      | Nastia Liukin ( Stati Uniti)     | 7,700                 | 9,025                  | -        | 16,725 |
|      | Yang Yilin ( Cina)               | 7,700                 | 8,950                  | -        | 16,650 |
| 4    | Elizabeth Tweddle ( Regno Unito) | 7,800                 | 8,825                  | -        | 16,625 |
| 5    | Anastasija Koval' ( Ucraina)     | 7,300                 | 9,075                  | -        | 16,375 |
| 6    | Ksenija Semënova ( Russia)       | 7,400                 | 8,925                  | -        | 16,325 |
| 7    | Steliana Nistor ( Romania)       | 7,000                 | 8,575                  | -        | 15,575 |
| 8    | Dar'ja Zhoba ( Ucraina)          | 7,100                 | 7,875                  | 0,100    | 14,875 |